# Vliegtuigenfabriek Koolhoven

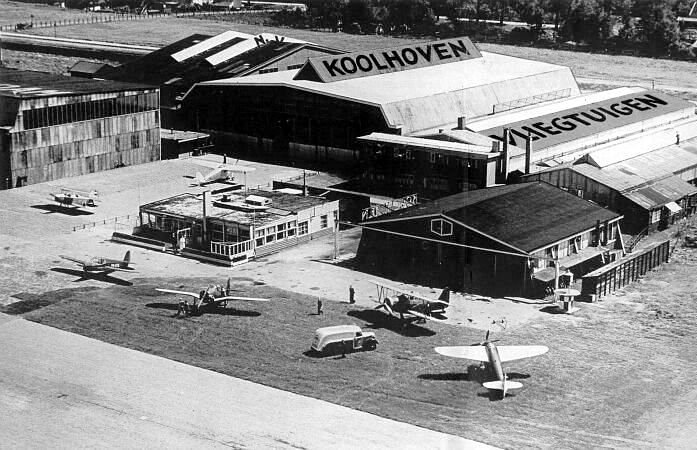
De Koolhoven-fabriek omstreeks 1939

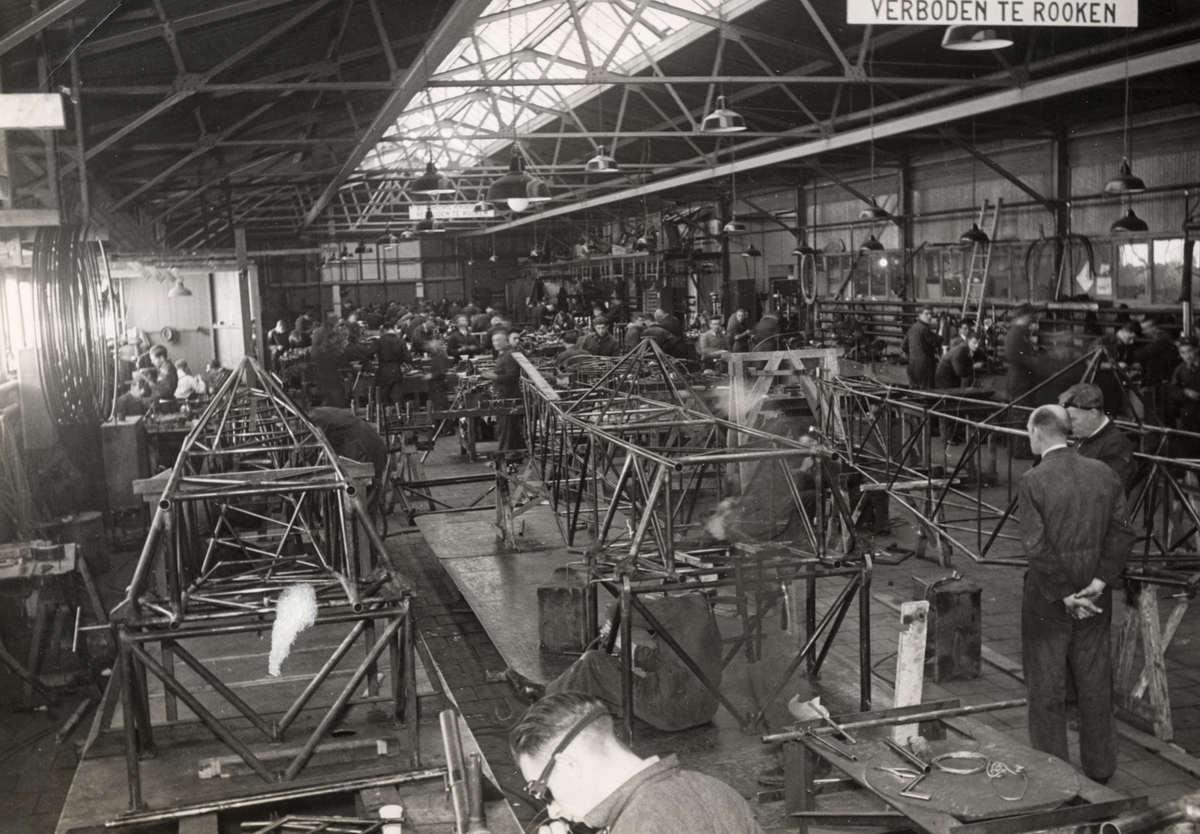
Montagehal van de Koolhoven Vliegtuigenfabriek op het vliegveld Waalhaven in Rotterdam, 1939

Vliegtuigenfabriek Koolhoven was een Nederlandse vliegtuigbouwer, gesticht door en vernoemd naar Frits Koolhoven.

## Geschiedenis
In 1911 bouwde Frits Koolhoven zijn eerste eigen vliegtuig, de Heidevogel, een aangepaste kopie van de Farman dubbeldekker. Het was een van de eerste in Nederland ontworpen en gebouwde vliegtuigen (Hein van der Burg was hem voor en Anthony Fokker bouwde zijn Spin in Duitsland).
Tussen 1911 en 1926 was Frits Koolhoven vliegtuigontwerper voor het Franse Deperdussin en het Engelse Armstrong Whitworth en B.A.T en vervolgens voor de Nederlandse vliegtuigbouwers Spyker en de NVI. Na het debacle van de NVI begon Koolhoven voor zichzelf. Op een zolder in Rijswijk begon hij "Koolhoven Vliegtuigen Rijswijk". Al gauw bleek de zolder te klein en nam hij zijn intrek in de oude loods van zijn voormalige werkgever, de NVI, nabij vliegveld Waalhaven. In 1926 richtte hij uiteindelijk NV Vliegtuigenfabriek Koolhoven op. In het begin richtte Koolhoven zich vooral op privé-vliegtuigen, trainers en kleine passagiersvliegtuigen.
In mei 1940 werden de fabrieken van Koolhoven tijdens de invasie door Duitsland platgebombardeerd. Frits Koolhoven overleed net na de oorlog. Geprobeerd werd het bedrijf weer op gang te brengen. Er werden nog twee zweefvliegtuigen gemaakt, maar in 1956 ging de NV Koolhoven toch failliet en werden de werknemers ondergebracht bij concurrent Fokker.

## Vliegtuigtypen
- F.K. 30 "Toerist" (sportvliegtuig, tweepersoons, eenmotorig duwpropeller, hoogdekker)

Eén exemplaar werd gebouwd en verkocht maar nooit door de eigenaar opgehaald.
- F.K. 40 (passagiersvliegtuig, lesvliegtuig/luchttaxi, eenmotorig, hoogdekker)

Eén exemplaar gebouwd in opdracht van de KLM.
- F.K. 41 (twee- à driepersoons, eenmotorig propeller, hoogdekker)

Een van de eerste vliegtuigen met een gesloten cabine. Hoewel er door Koolhoven maar zes gebouwd zijn, werd de licentieproductie door de Britse Desoutter Aircraft Company (41 toestellen in twee uitvoeringen) erg succesvol. Koolhovens eerste succes als zelfstandige.
- F.K. 42 (Tweepersoonssportvliegtuig, eenmotorig propeller, hoogdekker)

Slechts één gebouwd, voornamelijk gevlogen door Frits Koolhoven zelf.
- F.K. 43 (Vierpersoonslesvliegtuig/luchttaxi, eenmotorig propeller, hoogdekker)

Een hoogdekker met aanloopproblemen, maar uiteindelijk zijn er toch nog achttien gebouwd, waarvan acht door Fokker (zogenaamde Fokhovens). Eén exemplaar hiervan is te bewonderen in het Nationaal Automuseum in Raamsdonksveer. Dit toestel is echter zo sterk gemodificeerd dat het niet echt meer als FK-43 te herkennen is. Twee exemplaren werden destijds gebouwd door Aviolanda.
- F.K. 44 (Tweepersoonssportvliegtuig, eenmotorig propeller, hoogdekker)

Ook een hoogdekker, waarvan er één is verkocht.
- F.K. 45 (stuntvliegtuig, eenmotorig propeller, dubbeldekker)

Besteld en gekocht door de Fransman René Paulhan.
- F.K. 46 (tweepersoonsles- en sportvliegtuig, eenmotorig propeller, dubbeldekker)

Voornamelijk verkocht aan de Nationale Luchtvaartschool (NLS), dertien exemplaren in drie varianten gebouwd.
- F.K. 47 (tweepersoonssportvliegtuig, eenmotorig propeller, dubbeldekker)

Speciaal gebouwd voor de heer H.L. Jonker Roelants.
- F.K. 48 (passagiersvliegtuig, tweemotorig propeller, hoogdekker)

Werd gebruikt door de KLM op de lijn Rotterdam - Eindhoven. één exemplaar.
- F.K.49 (foto/cartografievliegtuig, tweemotorig propeller, hoogdekker, F.K. 49 kon ook als watervliegtuig uitgerust worden)

Eén exemplaar in opdracht van de LVA gebouwd, F.K. 49A gebaseerd op de F.K. 49 maar flink veranderd. Zowel Finland als Turkije kochten ieder een exemplaar waar ze weinig plezier van hadden.
- F.K. 50 (passagiersvliegtuig, tweemotorig propeller, hoogdekker

Gebouwd voor de Zwitserse luchtvaartmaatschappij Alpar. Drie exemplaren gebouwd, waarvan er één met een sterkere motor, de F.K. 50A. De F.K. 50B had een militaire versie moeten worden. Er is ook een F.K. 50 met drijvers (watervliegtuig) geweest.
- F.K. 51 (tweepersoons militaire trainer, eenmotorig propeller, dubbeldekker)

Het meest succesvolle vliegtuig uit de Koolhovenfabriek. Er werden er 161 gemaakt. Besteld door de LVA, MLD (vooroorlogse marine luchtvaart), de LA-KNIL en Spanje. Een exemplaar wordt op dit moment gerestaureerd in het Militair Luchtvaart Museum in Soesterberg. Een deel van de productie van de rompen werd uitbesteed aan Aviolanda.
- F.K. 52 (tweepersoonsjacht-/verkennersvliegtuig, eenmotorig, dubbeldekker)

Twee exemplaren hebben gevlogen in Finland tijdens de Tweede Wereldoorlog. De andere drie had Koolhoven willen verkopen aan de voorloper van de Koninklijke Luchtmacht (LVA), maar dat is nooit gebeurd.
- F.K. 53 "Junior" (tweepersoons sportvliegtuig, eenmotorig, laagdekker)

Ontwerp van ir. J. van Hattum. Twee exemplaren gebouwd.
- F.K. 54 (driepersoonszakenvliegtuig, eenmotorig propeller, hoogdekker)

Besteld door de heer van 't Groenewout, maar nooit in gebruik genomen vanwege problemen met het inklapbare onderstel.
- F.K.55 (eenpersoonjachtvliegtuig, eenmotorig contrapropeller, middendekker)

Deze middendekker met contrapropeller was als prototype een van de hoogtepunten van de Parijse Luchtvaart Salon in 1936, maar heeft na de eerste testvlucht nooit meer gevlogen.
- F.K. 56 (tweepersoonslesvliegtuig, eenmotorig propeller, laagdekker)

Een laagdekker met intrekbaar landingsgestel en een halfopen cockpit. Elf hebben er gevlogen voor de LVA, zeven voor de Belgische luchtmacht en twee stonden er op stapel.
- F.K. 57 (vierpersoonszakenvliegtuig, tweemotorig, laagdekker)

Speciaal gebouwd voor de toenmalige directeur van de Koninklijke Shell, de heer De Kok.
- F.K. 58 (eenzitsjager, eenmotorig propeller, laagdekker)

Vijftig besteld door Frankrijk, maar zeventien waren er geleverd en één exemplaar werd gebouwd in Nevers. Er zijn er 36 besteld door de LVA, maar nooit geleverd.
- F.K. 59 (Torpedobommenwerper, tweemotorig propeller, middendekker)

Bedoeld voor de Portugese luchtmacht, verder dan een mock-up is het nooit gekomen.